# MásOrange
MásOrange (cuya razón social es MasOrange, S.L.) es una compañía de telecomunicaciones con sede en Pozuelo de Alarcón, Madrid, España, constituida en 2024 como una empresa conjunta entre Orange España y el Grupo MásMóvil. Es el principal operador del país en cuanto a número de clientes, con más de 37 millones de líneas de banda ancha y móvil, convirtiéndose en un gigante valorado en 18 600 millones de euros.

## Historia
El 8 de marzo de 2022, Orange España y el Grupo MásMóvil anunciaron que habían comenzado un periodo de negociaciones para la creación de una empresa conjunta al 50:50 con una valoración de 19.600 millones de euros y que la convertiría en el operador de telecomunicaciones con más clientes en España y el segundo en facturación por detrás de Telefónica. El 23 de julio de 2022, ambas compañías anunciaron el cierre de un acuerdo para fusionar sus operaciones en España. Esta transacción se acordó con una valoración de la empresa conjunta de 18.600 millones de euros y se esperaba que la operación se completara en la segunda mitad de 2023, sujeta a las aprobaciones necesarias.
El 30 de mayo de 2023 se constituyó la compañía Haoki Investments S.L. con domicilio en Madrid, con el propósito de preparar la fusión. El 23 de enero de 2024, cambió su nombre a Kili Spainco Project S.L.U. con domicilio social en Alcobendas, retomando el empleado internamente para el proyecto de fusión, conocido como Proyecto Kili.Su propietaria era la sociedad instrumental Lorca Midco Limited, creada el 7 de marzo de 2023 por Lorca Topco Limited,otra sociedad instrumental creada el mismo día por Lorca JVCO Limited, sociedad matriz del Grupo MásMóvil con sede en Londres.
El 20 de febrero de 2024, la Comisión Europea aprobó la fusión, sujeta a la condición de que cedieran a Digi España 60 MHz del espectro radioeléctrico dedicado a la telefonía móvil. Además, se ofreció a Digi un acuerdo de roaming nacional (servicio actualmente prestado por Telefónica) en áreas donde ésta no tuviera red propia. El 12 de marzo de 2024, la fusión fue aprobada por el Consejo de Ministros,y el 26 de marzo de 2024, tras dos años de negociaciones, Orange y MásMóvil anunciaron el inicio de operaciones de la nueva compañía.La presidencia recayó en Jean-François Fallacher (Orange), mientras que Meinrad Spenger (MásMóvil) sería el consejero delegado. El 3 de abril de 2024, la sede social se trasladó a la de Orange, y ese mismo día, Kili Spainco Project cambió su denominación a MásOrange y presentó oficialmente su nueva identidad en una rueda de prensa.

## Marcas comerciales
MásOrange proporciona servicios de telecomunicaciones que incluyen telefonía fija, telefonía móvil, Internet y televisión por suscripción a través de 20 marcas:
- Marcas principales: Orange, Yoigo, Jazztel y MásMóvil.
- Marcas de bajo coste: Pepephone, Simyo, Virgin Telco, Hits Mobile, Netllar y CableMóvil.
- Marcas para clientes internacionales: Llamaya, Lycamobile y Lebara.
- Marcas regionales: Euskaltel (País Vasco, La Rioja y Navarra), R (Galicia, León y Cantabria), Telecable (Asturias), Racctel+ (Cataluña), Guuk (País Vasco y Navarra), Embou (Aragón) y Populoos (Andalucía, Comunidad Valenciana, Castilla-La Mancha y Murcia).